# Reg Allen
Pour les articles homonymes, voir Allen.
Reg Allen, né le 12 avril 1917 à Wolverhampton (Royaume-Uni) et mort le 30 mars 1989 à Laguna Beach (Californie), aux États-Unis, est un décorateur américain.
Il a été nommé pour un Oscar dans la catégorie Meilleure direction artistique pour le film Lady Sings the Blues.

## Filmographie (sélection)
- La Panthère rose (1963)
- La Party (1968)
- Darling Lili de Blake Edwards (1970)
- Lady Sings the Blues (1972)